# Kii-Ōshima
Kii-Ōshima (jap. 紀伊大島, dt. „große Insel von Kii“), kurz Ōshima (jap. 大島), ist eine Insel südlich vor der Kii-Halbinsel der japanischen Hauptinsel Honshū. Zur Unterscheidung von anderen Ōshima genannten Inseln bezieht sich der Name auf die historische Provinz Kii.

## Geografie
Die 9,68 km² große Insel Kii-Ōshima liegt einen Kilometer östlich vor dem inselförmigen Kap Shionomisaki in der zur Philippinensee gehörigen Meeresregion Kumano-nada. Die höchste Erhebung ist der Ōmori-yama (大森山) mit 171,3 m T.P. Das Meer vor der Südostküste der Insel ist von vielen scharfkantigen Felsformationen geprägt, die daher und wegen ihrer landschaftlichen Schönheit Umikongō (海金剛, dt. „Meeresvajra, Meeresdiamanten“) genannt werden. Diese sowie das komplette Meeresgebiet um die Insel sind Teil des Yoshino-Kumano-Nationalparks. Geologisch besteht Kii-Ōshima hauptsächlich aus magmatischem Gestein.
Umgebende Inseln sind:
| Name                                        | japanisch | Koordinaten                     |
| ------------------------------------------- | --------- | ------------------------------- |
| Hayama-jima                                 | 早間島    | 33° 27′ 8″ N, 135° 49′ 16″ O    |
| Hōraku                                      | ホーラク  | 33° 26′ 47″ N, 135° 49′ 14″ O   |
| Gongen-jima                                 | 権現島    | 33° 28′ 16″ N, 135° 48′ 3″ O    |
| Katsuo-jima                                 | 鰹島      | 33° 28′ 28″ N, 135° 51′ 59″ O   |
| Myōga-jima                                  | 苗我島    | 33° 27′ 40″ N, 135° 47′ 45″ O   |
| Nakahana                                    | 中鼻      | 33° 26′ 51″ N, 135° 49′ 11″ O   |
| Tsuya-jima                                  | 通夜島    | 33° 26′ 59″ N, 135° 49′ 1″ O    |
| Usu-jima                                    | 臼島      | 33° 27′ 29″ N, 135° 50′ 55,5″ O |
| Karte mit allen Koordinaten: OSM \| WikiMap |           |                                 |

Am östlichsten Punkt der Insel, Kap Kashino-zaki (樫野埼), befindet sich der gleichnamige Leuchtturm (樫野埼灯台, Kashinozaki tōdai; 33° 28′ 18″ N, 135° 51′ 43″ O), der 1870 erreicht wurde und der Erste von vielen Richard Henry Bruntons, dem „Vater von Japans Leuchttürmen“, war.
Administrativ ist die Insel in drei Ortsteile untergliedert – Ōshima im Westen, Sue (須江) im Zentrum und Süden, sowie Kashino (樫野) im Osten –, die bis zur Einführung des japanischen Gemeindesystems 1889 eigenständige Küstenorte (浦, -ura) bildeten, dann zur Gemeinde Ōshima (大島村, -mura) zusammengeschlossen und schließlich 1958 nach Kushimoto eingemeindet wurden. Im Jahr 2000 lebten auf der Insel 1515 Einwohner. Die Insel ist über die 290 m lange Bogenbrücke Kushimoto-ōhashi (くしもと大橋) zur unbewohnten Nachbarinsel Myōga-jima und schließt dort an die 386 m lange Schleifenbrücke Myōgajima Loop-hashi (苗我島ループ橋, ~rūpu~) nach Shionomisaki an.

## Erster Kontakt mit den Vereinigten Staaten
Aufgrund ihrer exponierten Lage hatte die Insel auch Bedeutung für den Kontakt von Japan mit anderen Staaten. 1791 ankerten bei Kashino die US-Handelsschiffe Lady Washington und Grace und stellten den ersten Kontakt zwischen den Vereinigten Staaten und Japan dar. Da Japan zu dieser Zeit eine strikte Isolationspolitik (Sakoku) verfolgte, sollte es noch 62 Jahre dauern, bis Commodore Matthew Perry mit seinen Schwarzen Schiffen, die Aufnahme von beiderseitigen Beziehungen erzwang. Zur Erinnerung daran wurde am 30. April 1975 die „Gedenkstätte der Japanisch-Amerikanischen Freundschaft“ (日米修交記念館, Nichibei Shūkō Kinenkan) eröffnet.

## Untergang der Ertuğrul
In den 1880ern versuchten das Osmanische Reich und Japan ihre gemeinsamen Beziehungen zu festigen, da beide durch Ungleiche Verträge seitens der westlichen Großmächte benachteiligt wurden. Zu diesem Zweck sandten die Osmanen 1889 eine diplomatische Gesandtschaft unter Konteradmiral Osman Pascha auf der Fregatte Ertuğrul. Als das 26 Jahre alte Holzschiff am 16. September 1890 während der Taifunsaison entgegen den Warnungen der Japaner Yokohama verließ, geriet es vor Kashino in einen Sturm und lief auf die Felsen auf, wobei 587 Seeleute und Passagiere umkamen. Die 69 von den Dorfbewohnern geretteten Überlebenden wurden am 5. Oktober von den japanischen Kriegsschiffen Kongō und Hiei abgeholt und erreichten am 2. Januar 1891 Istanbul. Einige der Verwundeten wurden zuvor auch von dem deutschen Kanonenboot Wolf, nach Kobe gebracht.
Nachdem die Dorfbewohner bereits 1891 ein Grabmal errichteten, fasste der Japanisch-Türkische Handelsverband im August 1928 den Entschluss ein Kenotaph in Erinnerung an die Ertrunkenen zu errichten, der am 5. April 1929 fertiggestellt und am 3. Juni vom Shōwa-tennō besucht wurde. Erfreut darüber entschloss sich die türkische Regierung daraufhin ein neues „Denkmal zu Ehren der Verunglückten des türkischen Kriegsschiffes“ (トルコ軍艦遭難者慰霊碑, Toruko Gunkan Sōnansha Ireihi) errichten zu lassen, das am 3. Juni 1937 eingeweiht wurde. 1974 wurde die „Türkische Gedenkstätte“ (トルコ記念館, Toruko Kinenkan, türkisch: Türk Müzesi) eröffnet.
Initiiert von der Bevölkerung Kushimotos wurde im Jahr 2015 anlässlich des 125. Jahrestags des Untergangs der Ertuğrul das japanisch-türkische Filmdrama Kainan 1890 veröffentlicht.

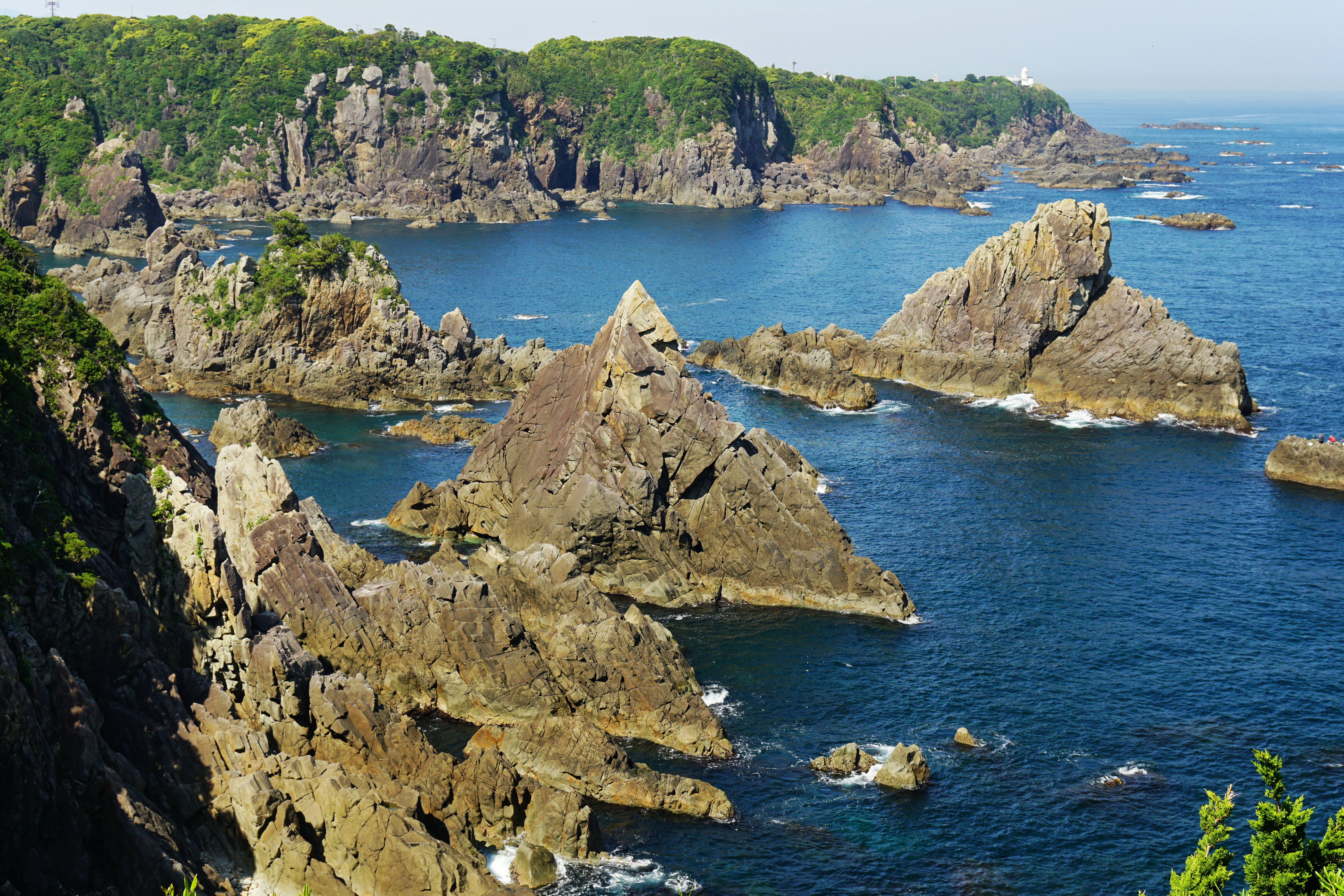
Umikongō
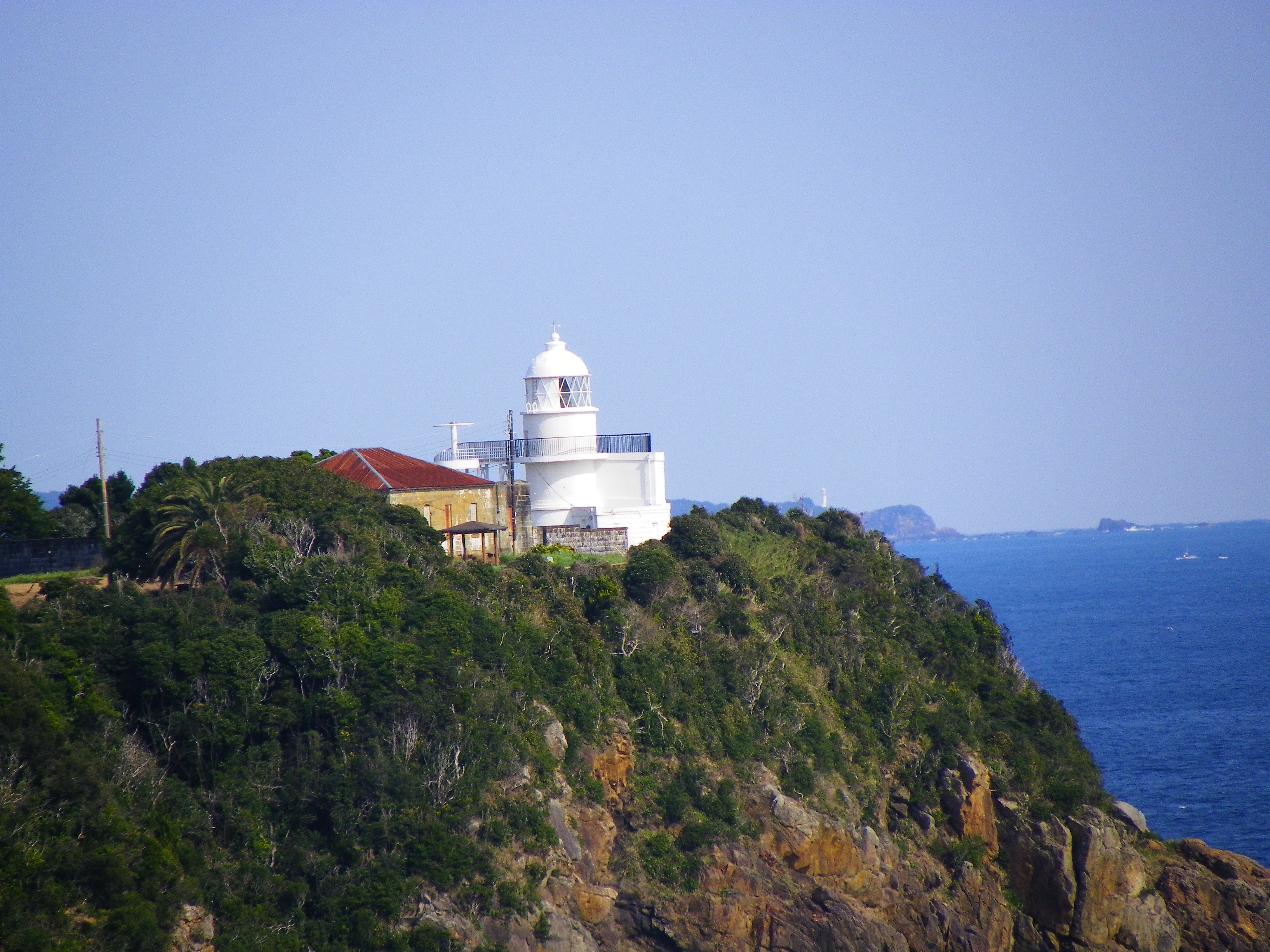
Leuchtturm Kashinozaki
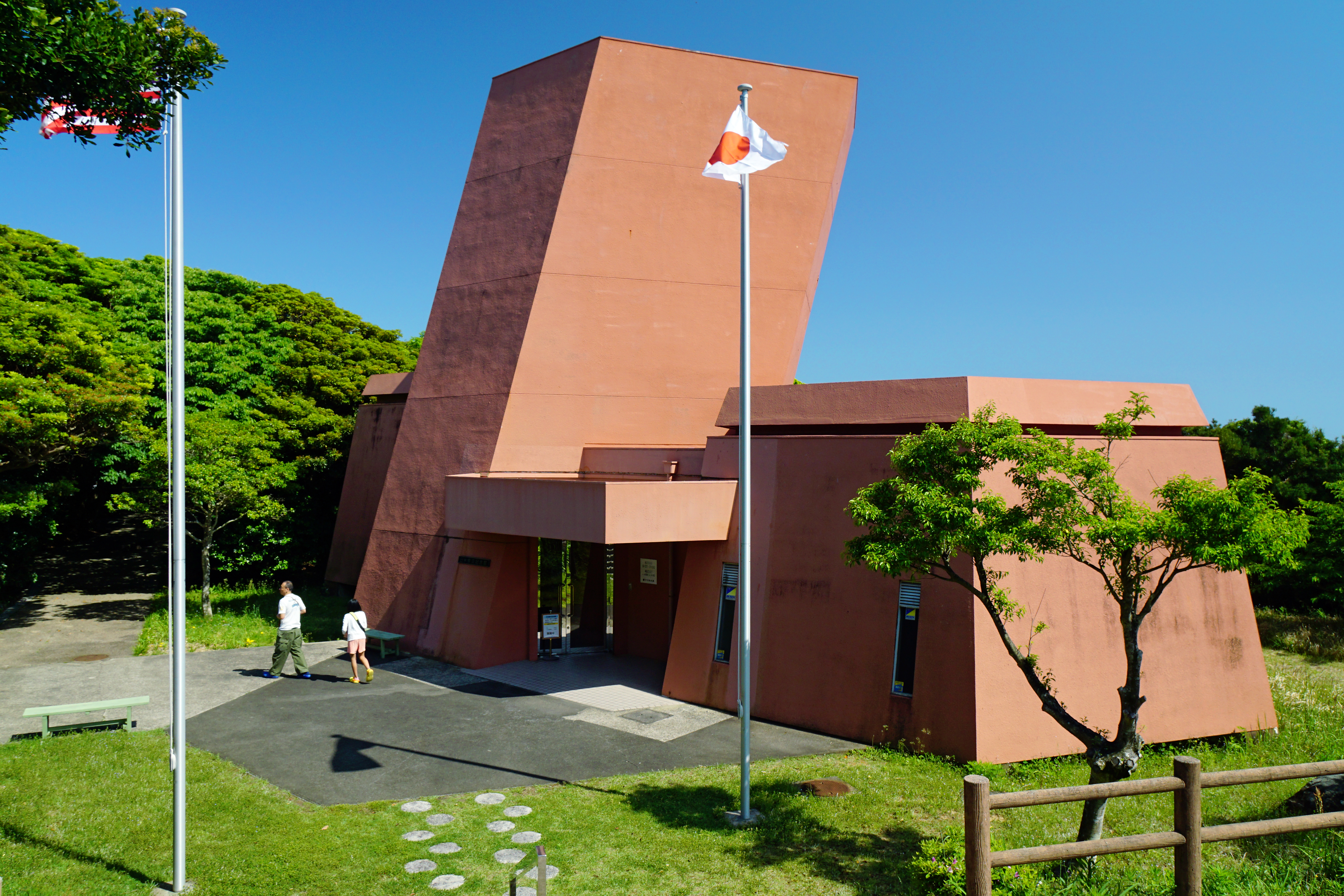
Gedenkstätte der Japanisch-Amerikanischen Freundschaft
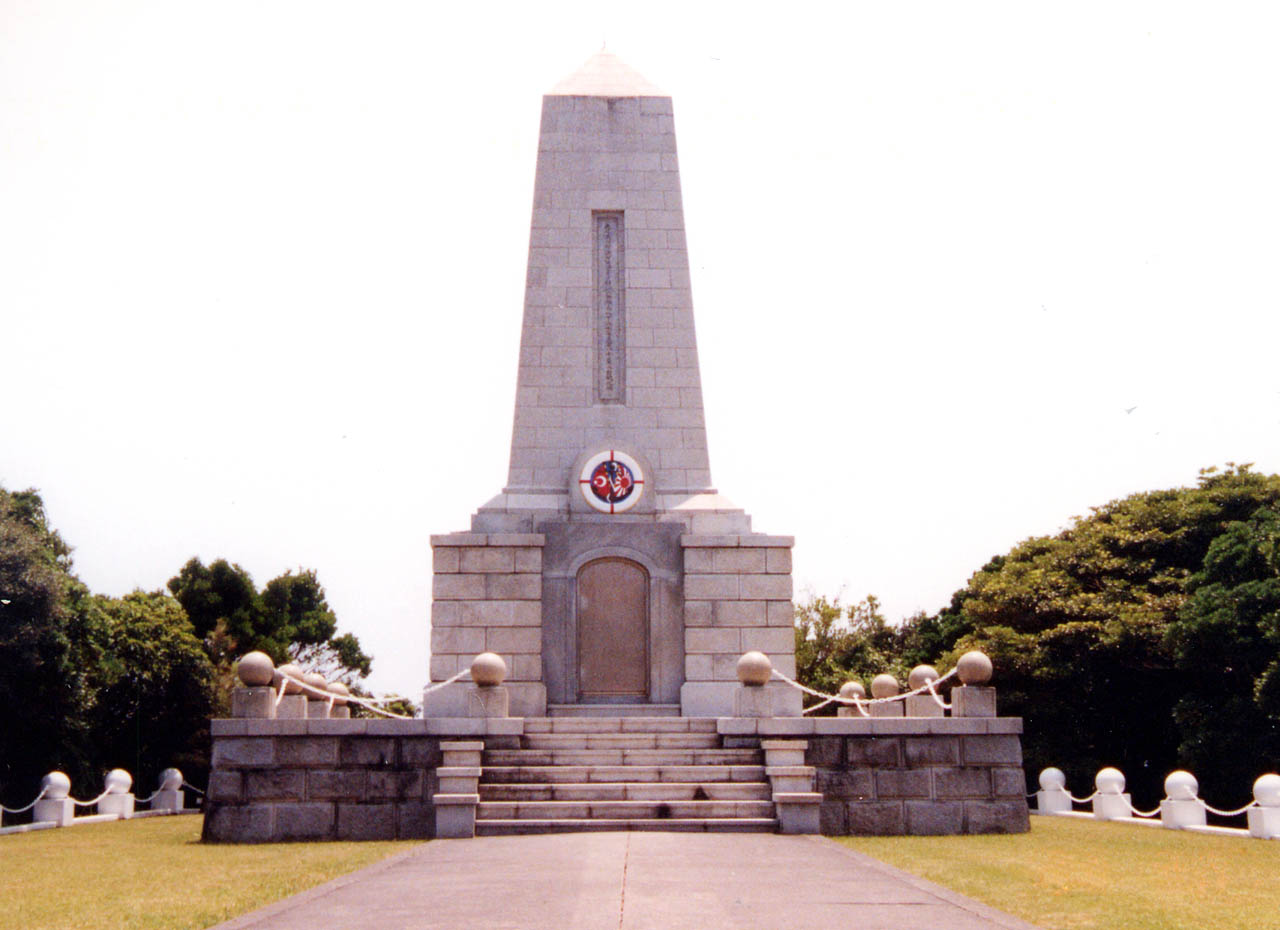
Denkmal zu Ehren der Opfer der Ertuğrul
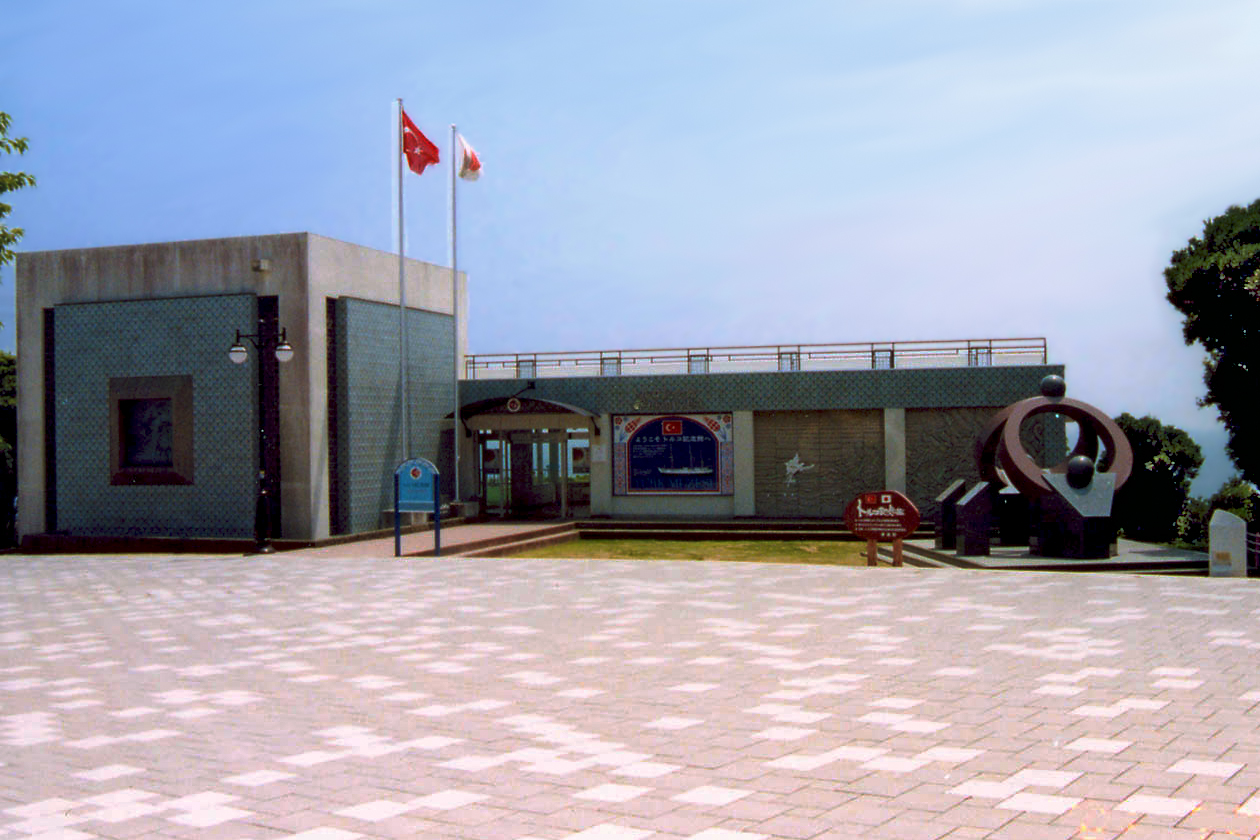
Türkische Gedenkstätte